# Stadtbus Steyr

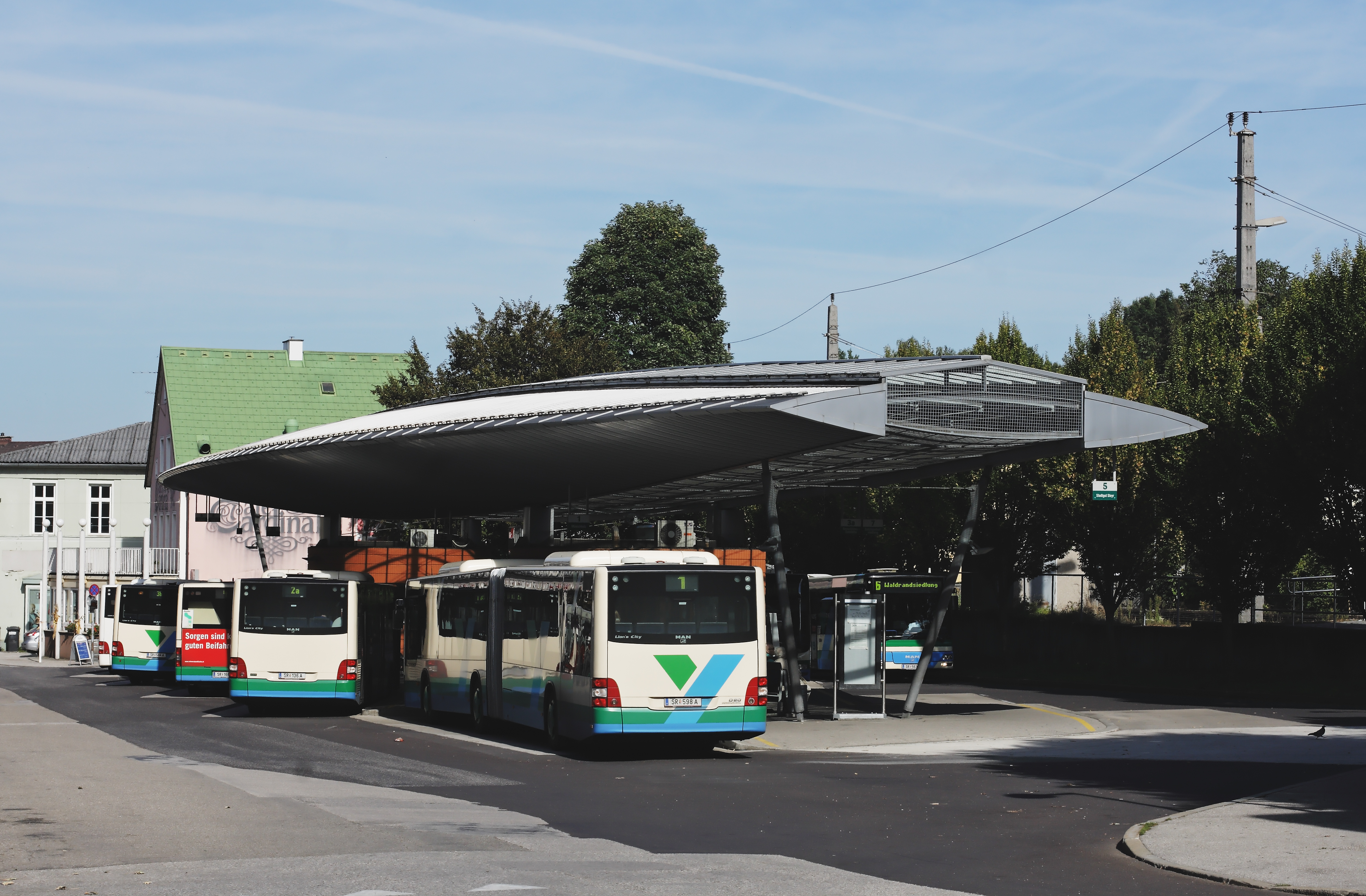
Die Nahverkehrsdrehscheibe beim Hauptbahnhof

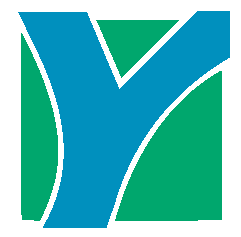
Historisches Logo Stadtbetriebe Steyr

Alle Steyrer Stadtbusse werden von den Stadtbetrieben Steyr betrieben, da keine weiteren Stadtbus-Unternehmen existieren. Die Steyrer Stadtteile werden durch 18 Linien verbunden. Die Streckennetzdichte beträgt 2,9 km je km². Der Stadtbus befördert etwa 13.700 Fahrgäste pro Tag. Die durchschnittliche Geschwindigkeit der Busse im Stadtverkehr beträgt 17 km/h.

## Liniennetz
Aktuell werden von den Stadtbetrieben Steyr 18 Linien betrieben. Alle Linien zusammen haben eine Länge von 87 km und führen zum Bahnhof Steyr. Im Jahr 2016 musste die Linie 11 nach Garsten eingestellt werden. Seither verkehren die Regionalbusse von Stern&Hafferl auf der Linie 443 von Dambach nach Steyr in kleineren Intervallen.
Folgende Linien werden geführt:
- Linie 1 (Münichholz)
- Linie 2/4 (Resthof – Tabor)
- Linie 2a (Resthof)
- Linie 2b (Krankenhaus)
- Linie 3 (Bahnhof – Ennsleite – Stadtplatz – Bahnhof)
- Linie 3a (Neuschönau)
- Linie 3b (Ennsleite)
- Linie 4 (Tabor)
- Linie 5 (Stadtgut)
- Linie 6 (Ennsleite - Waldrandsiedlung)
- Linie 7 (Schlüsselhofsiedlung)
- Linie 8 (Christkindlsiedlung - Sarning)
- Linie 8a (Christkindlsiedlung)
- Linie 8b (Sarning)
- Linie 9 (Staffelmayrsiedlung)
- Linie 10 (Stadtplatz - Tabor)
- Linien 20 und 21 (Abendlinien)

Auf der Linie 1 werden Gelenkbusse eingesetzt, zu Stoßzeiten auch auf der Linie 2a und Linie 2b. Ansonsten verkehren auf den Linien 2a, 2b, 3, 3b, 5, 8 und 9 zwölf Meter lange Solobusse. Auf den restlichen Linien fahren Midibusse. Der Fuhrpark besteht ausschließlich aus Bussen der Firma MAN, die in Steyr eine Produktionsstätte unterhält. Die Betriebsgarage der Stadtbusse befindet sich am Sitz der Stadtbetriebe Steyr (SBS) in der Ennser Straße 10.
Seit Anfang Mai 2025 fährt der erste Elektro-Bus der Marke Mercedes-Benz im Linienverkehr.

### Bilder der Busse

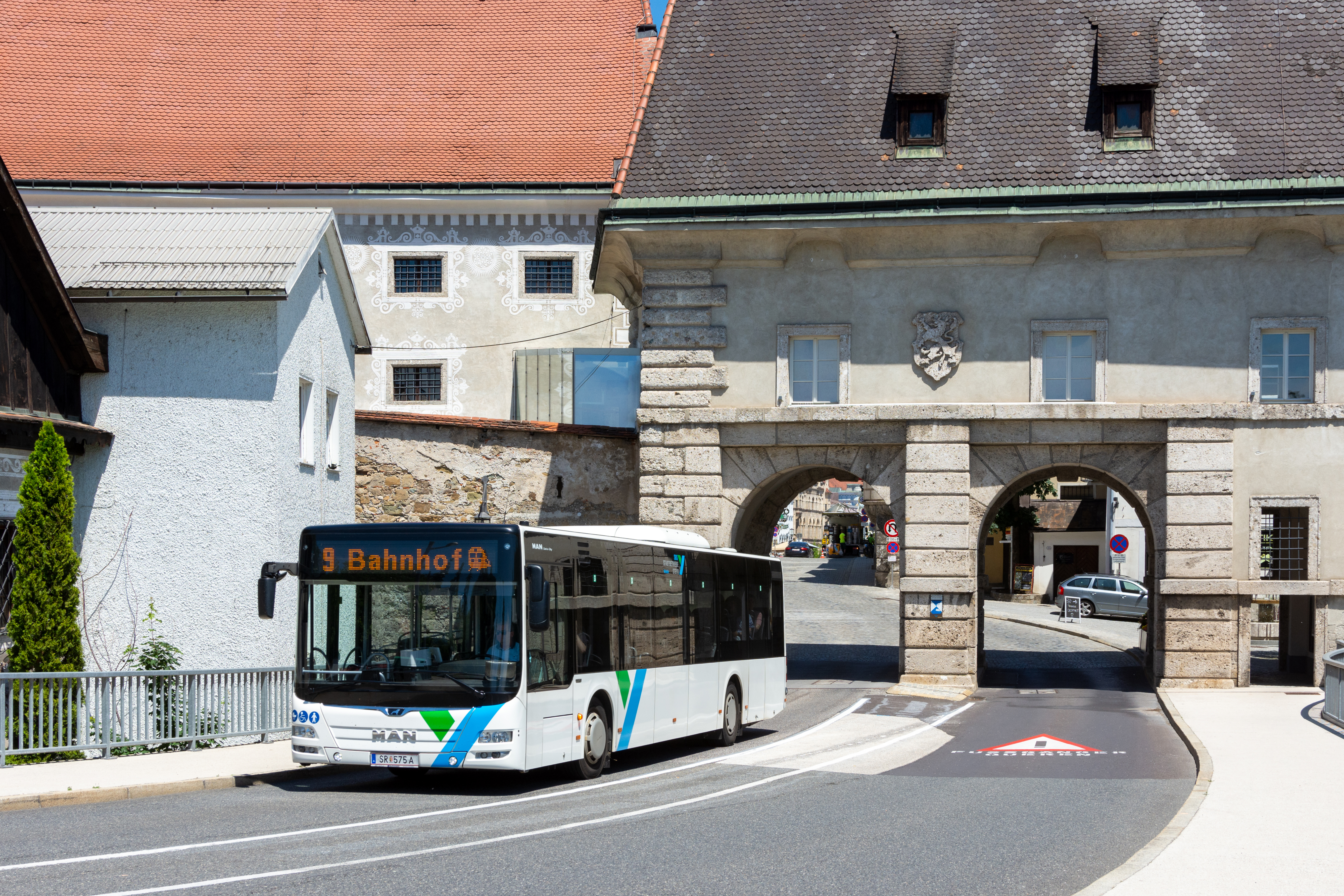
MAN Lion’s City beim Neutor, Linie 9
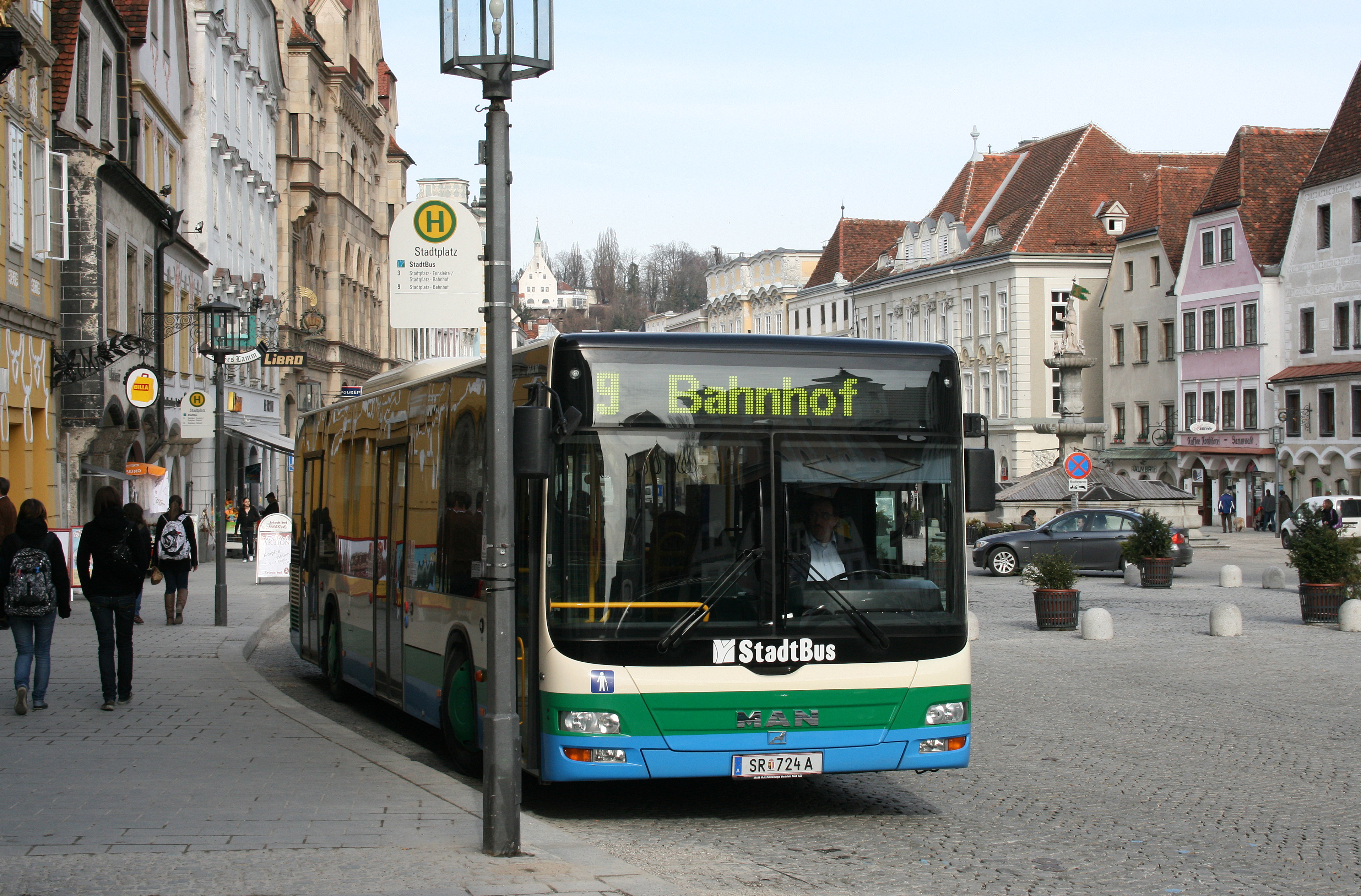
MAN Niederflurbus am Stadtplatz, Linie 9
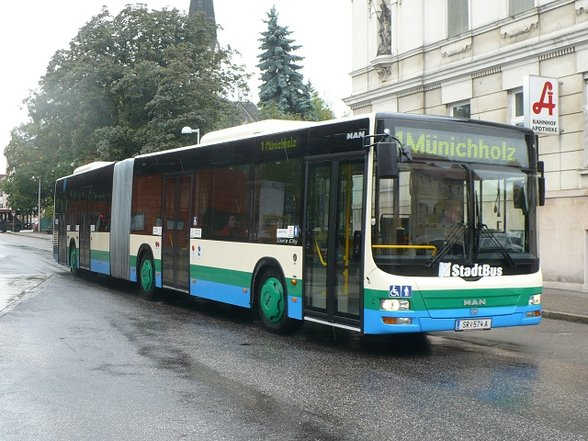
MAN Gelenksbus (MAN A23 Lion´s City G) auf der Linie 1
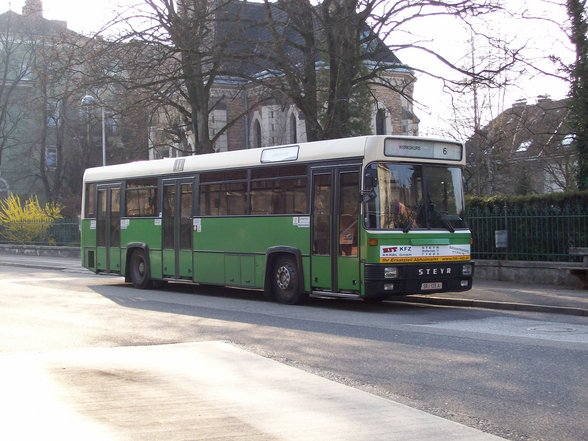
Alter Steyr-Stadtbus (Steyr SS11HUA280)
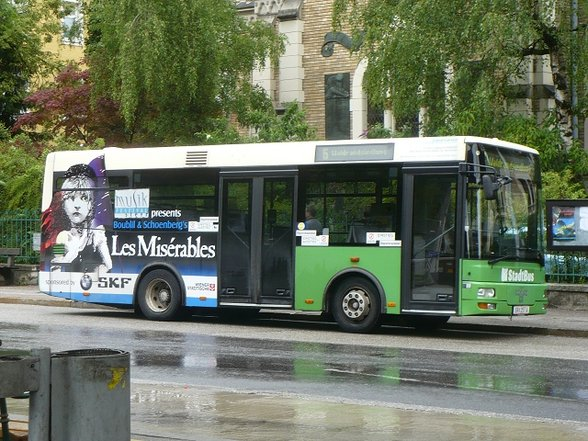
Älterer Stadtbus mit Werbung (MAN/Göppel NM223)

## Geschichte der Stadtbetriebe
Die Stadtbetriebe Steyr GmbH (SBS) ist Nachfolgerin der in den 1960er-Jahren gegründeten Stadtwerke Steyr und für Tätigkeitsbereiche wie Gas, Wasser, Verkehr, Bestattung, Krematorium, Stadtbad, Kunsteisbahn und Abfallwirtschaft des Magistrats zuständig. Die Gründung erfolgte im Dezember 2010, der operative Betrieb begann am 1. Januar 2012. Die Stadtbetriebe stehen zur Gänze im Eigentum der Stadt Steyr.